# Palazzo Buono
Il Palazzo Buono è un palazzo monumentale di Napoli ubicato in via Toledo, nel quartiere Montecalvario.

## Storia ed architettura
Il palazzo fu eretto nel XVII secolo su progetto di Bartolomeo Picchiatti e su commissione della famiglia De Curtis. Successivamente divenne sede del banco del Monte dei Poveri Vergognosi, e nel decennio francese cambiò destinazione d'uso diventando il Tribunale di commercio.
Dopo il decennio francese il palazzo venne acquistato dalla famiglia Buono, che nel 1826 affidò a Gaetano Genovese la ristrutturazione dell'edificio, compiuta in chiave neoclassica. Quindi il palazzo venne acquistato dai fratelli Bocconi che ne fecero un emporio, fino a quando nel 1921 fu venduto alla Società Magazzini Milanesi, futura società La Rinascente. Nel 2008 La Rinascente chiude e il palazzo resta chiuso per tre anni; dal 2011 ospita un negozio della catena di abbigliamento svedese H&M.
La facciata del palazzo è improntata in stile eclettico con partizione del prospetto in tre ordini: dorico, ionico e corinzio. Nell'interno sono visibili i pilastri in calcestruzzo armato e sono installate scale mobili negli anni cinquanta.